# Arp 147
Arp 147 (nota anche come IC 298) è il nome di due galassie interagenti catalogate da Halton Arp nel 1966 nel suo Atlas of Peculiar Galaxies. Una delle due galassie assomiglia a un anello blu, l'altra ad un circolo rosato con un punto al centro. L'insieme, appartenente alla costellazione della Balena, è situato ad oltre 400 milioni di anni luce dal sistema solare. Le due galassie possiedono una struttura che rivela una passata collisione; in particolare, la galassia che nell'immagine nella tabella appare più a destra deve il suo colore azzurro agli intensi fenomeni di formazione stellare (in gergo starburst) innescati dalle onde d'urto prodotte a seguito della collisione con l'altra galassia. La seconda galassia presenta ugualmente una forma ad anello, che tuttavia appare più regolare, con un bulge centrale ben visibile.
Arp 147 è prototipo di una classe di galassie interagenti che prendono il nome di "galassie di tipo Arp 147".